# Mouvement de segmentation
 (mai 2017).
Si vous disposez d'ouvrages ou d'articles de référence ou si vous connaissez des sites web de qualité traitant du thème abordé ici, merci de compléter l'article en donnant les références utiles à sa vérifiabilité et en les liant à la section « Notes et références ».
Les mouvements de segmentation sont des mouvements de l'intestin provoqués par la contraction et la relaxation des muscles circulaires intestinaux. Ils permettent le brassage et la progression du chyme dans l'intestin.
Contrairement au mouvement de péristaltisme de l'œsophage qui permet une avancée unidirectionnelle du bol alimentaire, la segmentation de l'intestin fait progresser le chyme dans les deux sens.